# Szogd ábécé
A szogd ábécé a szír ábécé leszármazottja, ami az arámi írásból ered. Főként a szogdok által hátrahagyott szövegek révén ismert.
Néha szútra írásként emlegetik. Sok buddhista, manicheus, nesztoriánus, zoroasztriánus szöveg, valamint számos világi írás (dokumentumok, adójegyzékek stb.) maradt fenn, amit ezzel az írással írtak. A szogdot egyaránt írták vízszintes és függőleges irányban; valószínűleg utóbbi kínai hatás eredménye, de az első függőleges sor baloldalt van, nem a jobb oldalon, mint a kínai írásban.  A mongolok még mindig használják a függőleges írás ezen fajtáját.